# Guapira witsbergeri
Guapira witsbergeri, conocido comúnmente como árbol siete camisas rojo por sus frutos de color magenta, es una especie del género Guapira.  Es un árbol o arbusto endémico de El Salvador; habita específicamente en el bosque El Imposible, único lugar en el mundo donde se ha encontrado, por eso se clasifica como especie endémica y en peligro de extinción.

## Taxonomía
Guapira witsbergeri fue descrita por Cyrus Longworth Lundell y publicado en Wrightia 6(5): 119. 1980.